# Єсугей
Єсугей-Баатур (бл. 1134 — 1171) — батько Чингізхана. Керівник більшої частини монгольських племен. Засновник роду Кият-Борджигін.

## Життєпис
Він був третім сином Бартан-Багатура, онуком Хабул-хана першого монгольського хана.
 Хабул-хан мав сімох дітей які дали початок роду Кият. Прозвисько Баатур (Богатир) давали сміливимм воїнам.
Після смерті у 1161 році Хутула-хана. Протягом усього життя намагався відновити єдність монгольського  ханства, але марно. При цьому вів запеклу війну з татарським племенним об'єднанням. Допоміг у 1170 році відновитися в караїтському ханстві своєму побратиму Тоорилу. 1171 року отруєний татарами.

## Виноски
1. ↑  China Biographical Database
2. ↑  Рашид ад-Дин. Сборник летописей, Пер. з перського Л. А. Хетагурова, редакція та примітки проф. А. А. Семенова, Издательство Академии Наук СССР, 1952, Т. 1. Кн. 1. С. 155.